# Черкесский национальный округ
Черкесский национальный округ — национальный округ в составе Северо-Кавказского края РСФСР, существовавший с 26 апреля 1926 года по 30 апреля 1928 года. Центр — станица Баталпашинская. Население по переписи 1926 года составляло 36 996 чел., из них 33,3 % — кабардинцы, 29,7 % — абазины, 16,8 % — ногайцы, 7,2 % — черкесы, 4,0 % — русские, 3,7 % — украинцы, 1,6 % — греки, 1,0 % — карачаевцы, 1,0 % — татары.
Черкесский национальный округ был образован 26 апреля 1926 года при расформировании Карачаево-Черкесской автономной области. В его состав были включены Абазино-Ногайский (центром — аул Тахтамышевский) и Эльбурганский округа.
30 апреля 1928 года Черкесский национальный округ был преобразован в Черкесскую автономную область.
Ответственным секретарём Черкесского окружного комитета ВКП(б) с февраля 1927 года и до момента ликвидации округа был Александр Емельянович Киселёв.